# Heteronyx relictus
Heteronyx relictus är en skalbaggsart som beskrevs av Blackburn 1909. Heteronyx relictus ingår i släktet Heteronyx och familjen Melolonthidae. Inga underarter finns listade i Catalogue of Life.